# Paraedwardsia abyssorum
Paraedwardsia abyssorum is een zeeanemonensoort uit de familie Edwardsiidae.
Paraedwardsia abyssorum is voor het eerst wetenschappelijk beschreven door Carlgren in 1951.